# Christophe Bonvin
Christophe Bonvin (Riddes, Wallis kanton, 1965. július 14. –) svájci válogatott labdarúgó.
A svájci válogatott tagjaként részt vett az 1996-os Európa-bajnokságon.

## Sikerei, díjai
Sion
- Svájci bajnok (1): 1996–97
- Svájci kupa (4): 1985–86, 1994–95, 1995–96, 1996–97